# Князевский сельский совет (Путивльский район)
Князевский сельский совет (укр. Князівська сільська рада) — входит в состав
Путивльского района
Сумской области
Украины.
Административный центр сельского совета находится в 
с. Князевка
.

## Населённые пункты совета
- с. Князевка
- с. Минаково
- с. Новые Гончары
- с. Сахарово
- с. Сыромятниково
- с. Старые Гончары
- с. Ширяево

## Ликвидированные населённые пункты совета
- с. Плаксино